# EB/Streymur
EB/Streymur – farerski klub piłkarski, który obecnie ma swą siedzibę w Streymnes, na wyspie Eysturoy. Nazwa klubu bierze się z jego historii, powstał bowiem przez fuzję zespołów Eiðis Bóltfelag (w skrócie EB) oraz Streymur.

## Historia

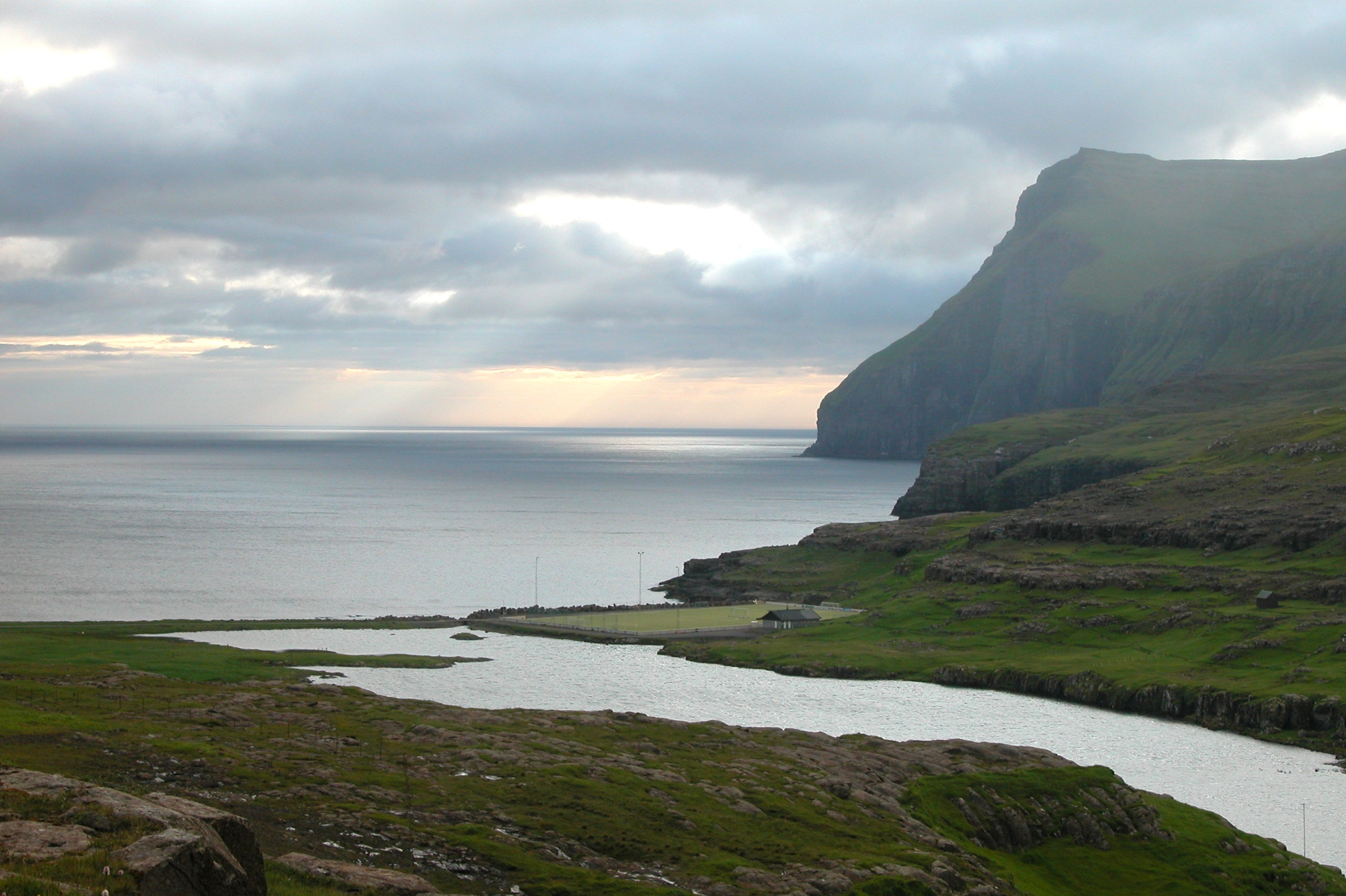
Pierwszy stadion EB/Streymur w Eiði

EB/Streymur zaczyna swą historię 23 stycznia 1993, kiedy po wzajemnych ustaleniach kluby Eiðis Bóltfelag oraz Streymnes podpisały umowę o staniu się jednością. Oba też zespoły grały raczej w drugiej i trzeciej lidze Wysp Owczych i tak też było z EB/Streymur na początku. Co prawda zespół wywalczył sobie awans już w sezonie 1993, jednak rok później odpadł, wygrywając tylko dwa z osiemnastu meczów. Zmiany nadeszły wraz z przypływem nowych zawodników do klubu w pierwszych latach XXI wieku, kiedy to po awansie w 2000 zespół zaczął się liczyć w Formuladeildin. Zawodnicy, o których mowa dołączali głównie w latach 2001 i 2002, a byli to między innymi: Hans Pauli Samuelsen, Bárður Olsen czy Arnbjørn Hansen. W tym czasie powstał także nowy stadion zespołu zwany á Mølini w Eiði.
Początków klubu w pierwszej lidze również nie można zaliczyć do udanych, stopniowo jednak EB/Streymur zdobywał uznanie w lidze, zajmując w roku 2001 ósme, w 2004 szóste, a w 2005 piąte miejsce w tabeli. Jednak to rok 2006 okazał się być jednym z najlepszych w historii tego zespołu. Kierowani przez Polaka Piotra Krakowskiego zawodnicy zajęli drugie miejsce, do dużych sukcesów zaliczając między innymi zwycięstwo z B68 Toftir 8:2, na własnym stadionie 3 lipca 2006. Zespół prowadził nawet w ostatniej, 27 kolejce i wystarczył mu jedynie remis z KÍ Klaksvík, którego piłkarze zdołali jednak strzelić bramkę w ostatnich minutach meczu, a HB Tórshavn, wygrał 2:0 z ÍF Fuglafjørður wyprzedzając EB/Streymur o jeden punkt w tabeli.
Kolejne sukcesy w lidze zespół odniósł w sezonie 2007, ponownie zajmując drugie miejsce, jednak do lidera, NSÍ Runavík zabrakło im już siedmiu punktów. Zespół uczestniczył też wtedy w pierwszej w swej historii imprezie międzynarodowej, eliminacjach Pucharu UEFA 2007/08, po remisie u siebie 1:1, przegrali jednak 1:0 na wyjeździe z fińskim Myllykosken Pallo-47. Ten sam rok jest także pierwszym Pucharem Wysp Owczych, jaki uzyskali piłkarze EB/Streymur, wygrywając w finale 15 sierpnia 2007 4:3 z HB Tórshavn.
Á Mølini na rok 2007 zostało zakwalifikowane jako niespełniające wymagań UEFA i zespół musiał przenieść się na Við Margáir w miejscowości Streymnes.
Rok 2008 był kolejnym pucharowym triumfem EB/Streymur. Wygrał on z B36 Tórshavn 3:2 14 czerwca 2008. Zespół wziął też udział w pierwszej rundzie kwalifikacyjnej do Pucharu UEFA 2008/09, gdzie zagrał z angielskim klubem Manchester City. Zarówno pierwszy mecz u siebie, jak i rewanż na wyjeździe EB/Streymur przegrał 2:0.
W sezonie 2009 klub wywalczył sobie drugą pozycję w tabeli ligowej, pozostając pięć punktów za pierwszym HB Tórshavn. Klub wywalczył sobie także miejsce w finale tamtorocznego Pucharu Wysp Owczych, gdzie uległ 2:3 Víkingurowi Gøta. Dzięki zajęciu pierwszej pozycji w lidze klub zagra w I rundzie kwalifikacyjnej Ligi Europy UEFA 2010/11.

### Trenerzy
Trenerzy w historii klubu:
- Heðin Askham (2009–)
- Sigfríður Clementsen (2008–2009)
- Sámal Erik Hentze (2007)
- Piotr Krakowski (2003–2007)
- Trygvi Mortensen (2002)
- Bergur Magnussen (2000–2001)
- ? (1995–2000)
- Bergur Magnussen (1994)

## Aktualny skład
Na rok 2010 EB/Streymur wystawił następujący skład:
| Nr         | Kraj        | Gracz                | Data urodzenia       | Rok przyjścia | Poprzedni klub  |
| Bramkarze  | Bramkarze   | Bramkarze            | Bramkarze            | Bramkarze     | Bramkarze       |
| ---------- | ----------- | -------------------- | -------------------- | ------------- | --------------- |
| 1          | Wyspy Owcze | René Tórgarð         | 3 sierpnia 1979      | 2005          | B36 Tórshavn    |
| 16         | Wyspy Owcze | Tróndur Vatnhamar    | 12 stycznia 1980     | 2010          | B36 Tórshavn    |
| ?          | Wyspy Owcze | Jákup Andrias Hansen | 15 grudnia 1993      | 2010          | –               |
| Obrońcy    |             |                      |                      |               |                 |
| 4          | Wyspy Owcze | Gert Åge Hansen      | 25 lipca 1984        | 2002          | –               |
| 5          | Wyspy Owcze | Dánjal Davidsen      | 17 kwietnia 1988     | 2008          | HB Tórshavn     |
| 8          | Wyspy Owcze | Egil á Bø            | 2 kwietnia 1974      | 2004          | B36 Torshavn    |
| 20         | Wyspy Owcze | Marni Djurhuus       | 6 września 1985      | 2001          | –               |
| ?          | Wyspy Owcze | Pól Olsen            | 30 września 1991     | 2008          | –               |
| Pomocnicy  |             |                      |                      |               |                 |
| 2          | Brazylia    | Alex José dos Santos | 28 marca 1981        | 2009          | B36 Tórshavn    |
| 6          | Wyspy Owcze | Pætur Dam Jacobsen   | 15 grudnia 1976      | 2009          | Skála ÍF        |
| 11         | Wyspy Owcze | Hans Pauli Samuelsen | 18 października 1984 | 2002          | –               |
| 13         | Wyspy Owcze | Kristoffur Jakobsen  | 7 listopada 1988     | 2010          | KÍ Klaksvík     |
| 18         | Wyspy Owcze | Brian Olsen          | 22 sierpnia 1985     | 2002          | –               |
| ?          | Dania       | Daniel Udsen         | 2 września 1983      | 2010          | FC Amager       |
| Napastnicy |             |                      |                      |               |                 |
| 7          | Wyspy Owcze | Bjarni Jørgensen     | 27 lutego 1986       | 2010          | HB Tórshavn     |
| 9          | Wyspy Owcze | Arnar Dam            | 19 października 1991 | 2008          | ÍF Fuglafjørður |
| 10         | [ 18 ]      | Sorin Anghel         | 16 lipca 1979        | 2001          | FC. Valcea      |
| 22         | Wyspy Owcze | Arnbjørn Hansen      | 27 lutego 1986       | 2003          | –               |
| 23         | Wyspy Owcze | Leif Niclasen        | 29 sierpnia 1984     | 2003          | –               |
| 27         | Wyspy Owcze | Gudmund Nielsen      | 10 października 1987 | 2009          | B71 Sandoy      |

Przyszli:
 Kristoffur Jakobsen –  KÍ Klaksvík
 Bjarni Jørgensen –  HB Tórshavn
 Daniel Udsen –  FC Amager
 Tróndur Vatnhamar –  B36 Tórshavn
Odeszli:
 Fródi Clementsen –  B36 Tórshavn
/ Levi Hanssen –  HB Tórshavn
 Bárdur Olsen –  B36 Tórshavn
 Gunnar á Steig –  KÍ Klaksvík

## Drużyna żeńska
EB/Streymur posiada także własną drużynę żeńską, grającą obecnie w drugiej lidze kobiet, jednak zarówno w sezonie 2006, jak i 2007 zawodniczki rozgrywały jeszcze mecze w lidze pierwszej, nie odnosząc tam sukcesów by w 2007 zająć piąte, na sześć miejsc tuż przed wycofanym z rozgrywek NSÍ Runavík i na sezon 2008 znaleźć się w lidze drugiej.

### Aktualny skład
Sekcja żeńska EB/Streymur sezon 2008 zaczęła z następującym składem:
| Nr         | Kraj        | Gracz                      | Data urodzenia       | Rok przyjścia | Poprzedni klub       |
| Bramkarze  | Bramkarze   | Bramkarze                  | Bramkarze            | Bramkarze     | Bramkarze            |
| ---------- | ----------- | -------------------------- | -------------------- | ------------- | -------------------- |
| 1          | Wyspy Owcze | Mildrið Djurhuus           | 19 grudnia 1987      | 2003          | –                    |
| 20         | Wyspy Owcze | Elsa Andreasen             | 1 kwietnia 1982      | 1998          | B36 Tórshavn         |
| Obrońcy    |             |                            |                      |               |                      |
| 2          | Wyspy Owcze | Birita Christiansen        | 13 maja 1985         | 2003          | B36 Tórshavn         |
| 7          | Wyspy Owcze | Eilin Mørkøre              | 20 maja 1980         | 1997          | –                    |
| 8          | Wyspy Owcze | Frida Gregersen            | 7 lipca 1988         | 2003          | –                    |
| 15         | Wyspy Owcze | Emma Hansen                | 24 czerwca 1987      | 2003          | –                    |
| 16         | Wyspy Owcze | Jacobina Kristiansen       | 21 kwietnia 1987     | 2003          | –                    |
| 19         | Wyspy Owcze | Nancy Djurhuus             | 17 maja 1986         | 2008          | GÍ Gøta              |
| 29         | Wyspy Owcze | Sunnuvá Vesturdal          | 22 października 1985 | 1997          | LÍF Leirvík          |
| 30         | Wyspy Owcze | Sarita Vesturdal Vesturtún | 29 listopada 1989    | ?             | –                    |
| Pomocnicy  |             |                            |                      |               |                      |
| 4          | Wyspy Owcze | Lydia Vesturtún            | 30 grudnia 1979      | 1994          | LÍF Leirvík          |
| 9          | Wyspy Owcze | Maria í Brekkunum          | 24 kwietnia 1985     | 2003          | B36 Tórshavn         |
| 11         | Wyspy Owcze | Sigrun Kristiansen         | 23 lipca 1989        | ?             | –                    |
| 14         | Wyspy Owcze | Marjun Joensen             | 2 stycznia 1986      | 2006          | GÍ Gøta              |
| Napastnicy |             |                            |                      |               |                      |
| 3          | Wyspy Owcze | Rakul Vesturdal Magnussen  | 3 kwietnia 1988      | 2003          | B36 Tórshavn (14:17) |
| 5          | Wyspy Owcze | Rigmor Zachariassen        | 30 listopada 1987    | 2003          | –                    |
| 10         | Wyspy Owcze | Anna Abelsen               | 16 sierpnia 1979     | 2004          | –                    |
| 18         | Wyspy Owcze | Rudi Zachariassen          | 28 listopada 1989    | ?             | –                    |

## Pozostałe drużyny
EB/Streymur poza pierwszym składem ma także swoje drużyny w drugiej i dwa składy w czwartej lidze Wysp Owczych. Zawodnicy z drugiej ligi awansowali do niej z trzeciej w roku 2007, już wcześniej jednak zajmowali wyższe miejsca w tabeli.

## Europejskie puchary
Legenda do wszystkich tabel:
- Q – runda eliminacyjna, 1/16, 1/8, 1/4, 1/2 – odpowiednia faza rozgrywek, Grupa – runda grupowa, 1r gr – pierwsza runda grupowa, 2r gr – druga runda grupowa, F – finał, R – runda, PO – play-off
- k. – rzuty karne, los. – losowanie, Dogr. – dogrywka, w. – zasada bramek strzelonych na wyjeździe

| Sezon   | Rozgrywki     | Runda | Klub                 | Dom | Wyjazd | Ogólnie |
| ------- | ------------- | ----- | -------------------- | --- | ------ | ------- |
| 2007/08 | Puchar UEFA   | 1R    | Myllykosken Pallo-47 | 1–1 | 0–1    | 1–2     |
| 2008/09 | Puchar UEFA   | 1Q    | Manchester City      | 0–2 | 0–2    | 0–4     |
| 2009/10 | Liga Mistrzów | 2Q    | APOEL FC             | 0–2 | 0–3    | 0–5     |
| 2010/11 | Liga Europy   | 1Q    | Kalmar FF            | 0–3 | 0–1    | 0–4     |
| 2011/12 | Liga Europy   | 2Q    | Qarabağ Ağdam        | 1–1 | 0–0    | 1–1, w. |
| 2012/13 | Liga Europy   | 1Q    | Gandzasar Kapan      | 3–1 | 0–2    | 3–3, w. |
| 2013/14 | Liga Mistrzów | 1Q    | Lusitanos            | 5–1 | 2–2    | 7–3     |
| 2013/14 | Liga Mistrzów | 2Q    | Dinamo Tbilisi       | 1–3 | 1–6    | 2–9     |